# Heinrich Weber (mathématicien)
Pour les articles homonymes, voir Heinrich Weber et Weber.
Heinrich Martin Weber (1842-1913) est un mathématicien badois spécialiste en algèbre et en théorie des nombres. Son travail porte aussi sur les applications de l'analyse à la physique mathématique.

## Biographie
Weber entre à l'université de Heidelberg en 1860. Toutefois, il passe du temps à étudier  à l'université de Leipzig où d'ailleurs il déménage au milieu de ses études pour y vivre un an. Il obtient son doctorat en 1863.
Weber fait sa thèse d'habilitation sous la direction de Franz Ernst Neumann à Königsberg. Il devient chargé de cours en 1866. Weber enseigne aussi au Polytechnikum de Zurich, à l'université de Königsberg, et enfin à l’université de Strasbourg à partir de 1895.

## Œuvre scientifique
Les recherches de Weber recouvrent un large éventail des mathématiques, tout en s'attachant à multiplier les connexions entre leurs différents domaines. Son essai « Théorie des fonctions algébriques d'une seule variable » (écrit en collaboration avec Dedekind) jette les bases de la théorie des surfaces de Riemann et du théorème de Riemann-Roch. 
Ses ouvrages, en particulier son « Manuel d'algèbre » (Lehrbuch der Algebra, 1895), ont fixé la terminologie mathématique de l'allemand : ainsi, selon Hans Wußing, on lui doit la notion de Sous-groupe normal. Weber a contribué au développement de la théorie des corps de classes. Plusieurs théorèmes portent son nom, entre autres le théorème de Kronecker-Weber.

## Note
1. ↑  « https://vls.hsa.ethz.ch/client/link/de/archiv/einheit/f065f4beaa514086a290e7d07bcdb156 » (consulté le 15 janvier 2025)
2. ↑  À cette époque, Strasbourg, sous le nom de Straßburg, était annexée à l’Empire allemand depuis la guerre franco-prussienne de 1870.